# Hypleurochilus bermudensis
Hypleurochilus bermudensis är en fiskart som beskrevs av Charles William Beebe och Tee-van, 1933. Hypleurochilus bermudensis ingår i släktet Hypleurochilus och familjen Blenniidae. Inga underarter finns listade i Catalogue of Life.